# José Gabriel Concha
Mariano José Gabriel Concha Sánchez (Villa del Rosario, Colombia, 17 de marzo de 1785 - Cúcuta, Colombia, 2 de noviembre de 1830), fue un militar colombiano.
Prócer de la Independencia. Se destacó en la Batalla de Cúcuta en 1813, en previas del comienzo de la Campaña admirable. 

## Biografía
José Concha nació en Villa del Rosario, un 17 de marzo de 1785, y fue bautizado el 19 de marzo del mismo año en la Parroquia Nuestra Señora del Rosario.
Sus primeros estudios los realizó en el colegio de la Compañía de Jesús en pamplona, y cuando aún era un menor de edad se unió al ejército patriota. 
Combatió en 1813, bajo las órdenes de Simón Bolívar en la batalla de Cúcuta. En esta batalla se destaca lo siguiente:

El teniente ciudadano José Concha dio unas pruebas nada equivocas de su valor y al concluirse la acción, llegando a la plaza, le hirieron en una muñeca, pero aunque se quebró el hueso, no parece tener riesgo.
Capitán Ramírez

También peleó en la campaña libertadora de 1816. Se hizo cercano a Francisco de Paula Santander, y apoyó a la conformación de las tropas patriotas en los Llanos Orientales.
Con la victoria de los patriotas, Bolívar hizo a Concha gobernador del Casanare y comandante de sus tropas en 1819. En 1828 asistió como diputado de Pamplona a la Convención de Ocaña, en apoyo al vicepresidente Santander, en 1929 fue nombrado gobernador de la Provincia del Cauca.
Fue exiliado a Jamaica donde duraría hasta 1830, luego de regresar se dirigió a Cúcuta para defenderla de los enemigos venezolanos.

### Muerte
Él y su hijo Vicente Cocha Maldonado fueron asesinados a traición por el Brigadier José de la Cruz Carrillo en el Caserío de San Luis-Cúcuta, el 2 de noviembre de 1830. 

## Familia
Es primo hermano del General Santander. 
Concha contrajo primeras nupcias con Bárbara Maldonado Omaña, en 1805, quien falleció prematuramente.
Posteriormente, cuando era diputado en Ocaña, enfermó y fue atendido por una dama de la ciudadː Dolores Lobo, de quien se enamoró, casándose con ella el 12 de mayo de 1828. Los Concha se instalaron definitivamente en Ocaña, naciendo allí José Vicente Concha Lobo.
Concha se radicó en Bogotá, ejerciendo una exitosa carrera como abogado. Allí conoció a Adolfa Ferreira Gamba, con quien tuvo al también abogado José Vicente Concha. Concha, nieto del coronel Concha, fue el padre del sacerdote Luis Concha Córdoba, 59° arzobispo de Bogotá y primer cardenal colombiano de la historia.